# 光瀬龍
光瀬 龍（、1928年〈昭和3年〉3月18日 - 1999年〈平成11年〉7月7日）は、日本のSF作家。本名は飯塚 喜美雄。旧姓は千葉で、結婚する際に妻の姓に改めた。

## 人物
東京府北豊島郡南千住大字千住南に生まれ、1933年から1945年3月まで板橋区練馬南町に育つ。東京市開進第三国民学校5年生のときに海野十三の短編集『十八時の音楽浴』を読み、強い感銘を受ける。
川村学院中学校在学中、1945年4月、岩手県胆沢郡前沢町（現・奥州市）に疎開する。岩手育ちと自称していたが、実際に岩手ですごしたのは17歳から20歳までの3年間のみである。この間、光瀬は一関中学校（現・一関第一高等学校）に学び、1948年3月に同校を修了するまで青春期のひとときを謳歌している。前沢町は父母の出身地でもあり、光瀬の中では「郷里」という意識が少なからずあったらしい。また、父方は桓武平氏千葉氏の子孫、母方は東北の覇者だった安倍氏の子孫であるとも称しており、これも同地へよせる愛着と郷土意識のゆえである可能性がある。旧制一関中学4年修了後、上京して旧制東京高等学校を受験するも試験を途中で放棄し、岩手に帰る。
旧制一関中学卒業後、1948年春に上京。同年4月、東洋大学東洋哲学科予科に入学するも2か月ほどで自主退学。さらに明治大学農学部に入学するも、1か月で自主退学。その後、1948年6月に川村高等学校3年生となり、1949年3月に卒業する。東京農工大学農学部の受験を放棄し、同年7月、東京教育大学農学部に入学。後、理学部生物学科動物学教室に転じ、1953年3月に卒業。1954年4月、東京教育大学文学部哲学科2年に編入、のち中退。
大学卒業後、柴野拓美の主宰する「科学創作クラブ」に加入し、同会の会誌である『宇宙塵』誌上に「光瀬龍」の筆名で作品を発表しはじめる。「空想科学小説というものは、書くのがはじめてだった。それまでに、何回も文芸同人誌を作ったりこわしたりしていたし、劇団を作って戯曲を書いたりしていたから、書くという作業は苦にならなかった。（中略）［1958年］三月号に、三十枚ほどのものを載せたのがはじめてだった」と語っている。当時客員として科学創作クラブに参加していた今日泊亜蘭とはその後、長く深交を結ぶことになる。
ペンネームは、光瀬が当時愛読していた作家井上靖が1954年に発表した短編小説「チャンピオン」の登場人物であるボクサーの名前にちなむ。それ以前は「菊川善六」名義で主に詩を書いていた。
作風は幅広く、「宇宙年代記」と総称される一群の宇宙SFをはじめとして、いわゆる架空戦記を含めた歴史改変ものを中心とする歴史小説・時代小説との積極的融合をはかったSF作品や、ジュブナイルSF、青春小説、時代小説、歴史エッセイ、科学エッセイ、漫画作品の原作など多岐にわたっている。
小説分野における代表作は、阿修羅王やナザレのイエスらの神話的闘争を描いた『百億の昼と千億の夜』である。これを挟む『たそがれに還る』『喪われた都市の記録』と併せ、当時としては長大なSFがあいついで発表され、スケール雄大な作風を賞賛された。
ジュブナイルSFにも力をそぞぎ、福島正実が1966年ごろに創設した作家、翻訳家、画家等の集団「少年文芸作家クラブ」に参加している。「覆面座談会事件」で福島と仲たがいした他のSF作家たちが会から脱会したのちも、眉村卓とともに会に残り、福島の死去時は葬儀委員をつとめた。のち、「少年文芸作家クラブ」は光瀬の提案で「創作集団プロミネンス」と改名して活動した。
また、在野の自然観察家としての豊富な知見を生かして、動物の生態観察にもとづいた一連のエッセイや野鳥図鑑などを執筆している。この系統での代表作品は、地道な野外観察記録をベースに虚実皮膜の間とも言うべき独自の境地を追求した『ロン先生の虫眼鏡』シリーズである。この作品は動物観察記録の域をこえて広範な読者層にアピールしたため、のちには、原作には登場しない独自のキャラクターが活躍する漫画作品として再構成されてもいる。なお、この漫画版『ロン先生の虫眼鏡』に登場するロン（＝龍）先生のモデルは、原作者である光瀬本人である。
およそ40年間にもわたる創作家としての輝かしい活動歴とは裏腹に、文学賞の受賞とは、SF作品を対象とした星雲賞をふくめて生涯無縁であった。没後、その功績を称えて日本SF作家クラブより第20回日本SF大賞特別賞が贈られている。

## 略歴
- 1948年 - 旧制・岩手県立一関中学校（現・岩手県立一関第一高等学校）卒業。
- 1953年 - 東京教育大学（現・筑波大学）理学部動物学科卒業。卒業後、同校文学部哲学科に入学、中退[5]。
- 1958年 - SF同人誌『宇宙塵』に参加。
- 1959年 - 洗足学園第一高等学校で生物と地学を教える。後に、中高生を対象とした『夕ばえ作戦』（1964年[注釈 2]）や『暁はただ銀色』（1970年）で洗足（目黒区洗足）、洗足池（大田区南千束）、大岡山（大田区北千束）などを緻密に描写したことなどが知られている。
- 1960年 - 『ヒッチコック・マガジン』8月号の短編「同業者」（『宇宙塵』掲載作品の転載）により商業誌デビュー[6]。『宇宙塵』9月号から初の長編SF小説『派遣軍還る』の連載開始。翌年連載完結。20年後の1981年、『宇宙塵版／派遣軍還る』として早川書房より刊行。
- 1961年 - 『S-Fマガジン』第1回空想科学小説コンテストにおいて『シローエ2919』で奨励賞を受賞。
- 1962年 - 『S-Fマガジン』5月号に短編「晴の海1979年」で本格デビュー[注釈 3]。
- 1964年 - 『中一時代』誌上で『夕映え作戦』連載開始。翌1965年4月号より『中二時代』に掲載誌を移行し、同年5月号で完結。1967年、『夕ばえ作戦』として盛光社より刊行。
- 1965年 - 『S-Fマガジン』誌上で『百億の昼と千億の夜』連載開始。翌年連載完結。1967年、早川書房より刊行。
- 1967年 - 9月末をもって高校教諭の職を辞し、以後作家業に専念。
- 1974年 - 『夕ばえ作戦』がNHK『少年ドラマシリーズ』でドラマ化。
- 1977年 - 『百億の昼と千億の夜』（萩尾望都画）、『ロン先生の虫眼鏡』（加藤唯史画）が漫画化され『週刊少年チャンピオン』で連載。後者は後に『月刊少年チャンピオン』へと掲載誌を変更。
- 1983年 - 『平家物語』全8巻刊行開始。第2巻以降は『野性時代』誌上で掲載後に単行本化。1988年、角川書店より最終巻刊行。
- 1984年 - 同年から朝日カルチャーセンターにて「大衆文芸の書き方」講座を担当し、受講者から子母澤類が作家となった[7]。
- 1988年 - 『北の文学』編集委員に就任し、後進の育成に尽力。平谷美樹、斎藤純、松田十刻、石野晶、勝山勝百合、大平しおり、立川ゆかりら、岩手県出身もしくは在住の作家が同誌から輩出されている。
- 1997年 - 『しんぶん赤旗日曜版』紙上で、最後の長編小説『異本西遊記』の連載開始。翌年連載完結。1999年、角川春樹事務所より刊行。
- 1999年 - 7月7日、食道癌により71歳で死去。
- 2009年 - 没後10年メモリアルとして、自伝的エッセイを集成し、また未発表の習作「肖像」などを収録した『光瀬龍 SF作家の曳航』[注釈 4]（編/解題：大橋博之）がラピュータより刊行。
- 2021年、盛林堂ミステリアス文庫として同人誌『光瀬龍ジュヴナイル SF 未収録作品集』が刊行。監修：大橋博之、表紙イラスト：大野ツトム、表紙デザイン：小山力也。

## 作品リスト

### 小説

#### 長編小説
ジュブナイル作品は別項とし、単行本化された中短編連作を含める。
- 『たそがれに還る』（早川書房） 1964
- 『百億の昼と千億の夜』（早川書房） 1967
- 『寛永無明剣』（立風書房） 1969
- 『征東都督府』（早川書房） 1975
- 『宇宙のツァラトゥストラ』（角川書店） 1975
- 『復讐の道標』 (ハヤカワ文庫) 1975
- 『秘伝宮本武蔵』上下（読売新聞社） 1976
- 『明治残侠探偵帖』（立風書房） 1978
- 『かれら、アトランティスより』（立風書房） 1979
- 『暁に風はやむか』（徳間書店）1979
- 『火星兵団を撃滅せよ』（徳間書店） 1980
- 『アンドロメダ・シティ』 (ハヤカワ文庫)　1980
- 『宇宙叙事詩』上下（早川書房、萩尾望都 画） 1980
- 『宇宙航路』（奇想天外社） 1980 のち『宇宙航路: 猫柳ヨウレの冒険』として再刊
- 『幻影のバラード』（徳間書店） 1980
- 『かれら星雲より』（徳間書店） 1981
- 『復讐の道標』(角川文庫) 1981
- 『派遣軍還る : 宇宙塵版』 (ハヤカワ文庫)　1981
- 『新宮本武蔵』全2巻（徳間書店） 1981
- 『派遣軍還る - S-Fマガジン版』（早川書房） 1982
- 『所は何処、水師営』（角川書店） 1983
- 『平家物語』全8巻（角川書店） 1983 - 1988
- 『吹雪の虹』（集英社） 1984
- 『オーロラの消えぬ間に』（早川書房） 1984
- 『紐育（ニューヨーク）、宜候（ようそろ）』（角川書店） 1984
- 『活人形怨之胄』 (双葉文庫) 1985
- 『猫柳ヨウレの冒険 激闘篇』（徳間ノベルズ）1986　のち『宇宙航路 2 激闘編: 猫柳ヨウレの冒険』として再刊
- 『あいつらの悲歌(エレジー)』 (光文社文庫) 1987
- 『銹た銀河』（早川書房） 1987
- 『豊臣太平記』（光風社出版） 1987
- 『五三の桐のメロディー』（光風社出版） 1991
- 『ミイラ獲りのバラード』（徳間書店） 1992
- 『宮本武蔵血戦録』（光風社出版） 1992　のち『宮本武蔵』と改題して再刊。
- 『魔道士リーリリの冒険』（光風社出版） 1993
- 『闇市の蜃気楼』（実業之日本社） 1993
- 『流れ星のバラード』（光風社出版）1994
- 『ちょっと待ちな有平糖』（徳間書店） 1994
- 『秀吉と信長 私説信長公記』（光風社出版） 1996
- 『異本西遊記』（角川春樹事務所） 1999

#### 短編小説

##### 《宇宙年代記》シリーズ
火星の都市、東キャナル市を中心としたシリーズ。短編以外では「たそがれに還る」など。
各作品名の末尾の年号は漢数字で表記されることもある。
- 「シティ0年」 「ソロモン1942年」「残照1977年」 「晴の海1979年」「墓碑銘2007年」 「氷霧2015年」 「オホーツク2017年」 「パイロット・ファーム2029年」 「幹線水路2061年」 「宇宙救助隊2180年」 「標位星2197年」 「巡視船2205年」 「流砂2210年」 「落陽2217年」 「市（シティ）2220年」 「戦場2241年」 「スーラ2291年」 「エトルリア2411年」 「シンシア遊水地2450年」 「流星2505年」 「西キャナル市2703年」 「連邦3812年」 「カビリア4016年」「カナン5100年」 「辺境5320年」
  - 短編集『墓碑銘2007年』（ハヤカワ・SF・シリーズ、1963)
  - 短編集『落陽2217年』 (ハヤカワ・SF・シリーズ、1965)
  - 短編集『カナン5100年』 (ハヤカワ・SF・シリーズ、1968)
  - 短編集『宇宙救助隊2180年―宇宙年代記〈1〉』 (ハヤカワ文庫、1975)
  - 短編集『辺境5320年 宇宙年代記 (2)』 (ハヤカワ文庫、1975)
  - 短編集『墓碑銘二〇〇七年 : 他12篇』 (角川文庫、1975)
  - 短編集『宇宙救助隊二一八〇年』 (ハルキ文庫 宇宙年代記全集 1　1999)
  - 短編集『辺境五三二〇年』 (ハルキ文庫 宇宙年代記全集 2　1999)
  - 短編集『宇宙年代記　【合本版】』 (角川文庫、2026）― 全短編に加えて「東キャナル文書」「喪われた都市の記録」を収録
- 中短編連作
  - 『喪われた都市の記録』（早川書房） 1972
  - 『東キャナル文書』（早川書房） 1977

##### そのほか
- 「肖像」（菊川善六名義）
- 「消えた神の顔」
- 「アトランティスは今」
- 「ボレロ1991」（年代がついているが、地球が舞台であり、「宇宙年代記シリーズ」の作品ではない。ただし『辺境5320年』（ハヤカワ文庫）の福島正実による解説では、光瀬の「年代記SF」シリーズのうちの一編として紹介がされている）
- 「錆びた雨」
- 「マグラ！」（1963年）[8][注釈 5]
- 「スペース・マン」
- 「多聞寺討伐」
  - 短編集『異境』 (ハヤカワ・SF・シリーズ、1971）
  - 短編集『多聞寺討伐』 (ハヤカワ文庫 1974）
  - 短編集『歌麿さま参る』 (ハヤカワ文庫 1976）
  - 共著の短編集『全艦発進せよ(オール・ファイヤー)!―SF未来戦記』（徳間書店、1978年） - 福島正実、高橋泰邦、今日泊亜蘭、眉村卓との共著
  - 短編集『無の障壁』（ハヤカワ文庫、1978)
  - 短編集『消えた神の顔』  (ハヤカワ文庫 1979）
  - アンソロジー『ベストオブ光瀬龍』（中島梓編、太陽企画出版） 1981
  - 短編集『多聞寺討伐』 (扶桑社ＢＯＯＫＳ文庫、2009）
  - 『日本ＳＦ傑作選5 光瀬龍 スペースマン／東キャナル文書 日本SF傑作選』 (日下三蔵編、ハヤカワ文庫 2018）

#### ジュブナイル
- 『夕ばえ作戦』（盛光社） 1967
- 『明日への追跡』 （盛光社）
- 『北北東を警戒せよ』（朝日ソノラマ） 1969
- 『暁はただ銀色』（朝日ソノラマ） 1970
- 『あの炎をくぐれ!』（国土社、創作子どもSF全集9） 1970
- 『その花を見るな!』（毎日新聞社） 1970
- 『作戦NACL』（岩崎書店） 1971
- 『SOSタイムパトロール』（朝日ソノラマ） 1972
- 『秘密指令月光を消せ』 (三省堂らいぶらりい SF傑作短編集) 1977
- 『SOS宇宙船シルバー号』 (三省堂らいぶらりいSF傑作短編集)1977
- 『立ちどまれば・死』（朝日ソノラマ） 1978
- 『消えた町』（鶴書房） 1978
- 『見えない壁』（立風書房）1979
- 『異次元海峡』（朝日ソノラマ） 1979
- 『その列車を止めろ!―SF』(秋元ジュニア文庫) 1982
- 『ぬすまれた教室 (あたらしいSF童話)』光瀬竜 作, 宇野文雄 絵, 少年文芸作家クラブ 編　岩崎書店　1984
- 『よーすけとはな (ペップ21世紀ライブラリー ; 7)』光瀬竜 作, 高梁まもる 絵 ペップ出版 1990

### ノンフィクション
- 『自分で工夫する小動物の飼い方』（朝日ソノラマ） 1970
- 『自分で工夫する植物の観察と栽培』（朝日ソノラマ） 1973
- 『ロン先生の虫眼鏡』（早川書房） 1976
- 『僕がアインシュタインになる日』（佐藤文隆との対談録、朝日出版社レクチュア・ブックス） 1981
- 『ロン先生の虫眼鏡 Part2』（徳間書店） 1982
- 『ロン先生の虫眼鏡 Part3』（徳間書店） 1983
- 『小鳥が好きになる本』（薮内正幸画、ネイチャーアイランド社／星雲社） 1985
- 『虫のいい虫の話』（奥本大三郎との対談録、リヨン社） 1986
- 『エジソン (少年少女伝記文学館 16)』（光瀬龍 (著), 荻太郎 (イラスト) 講談社） 1988
- 『歴史そぞろ歩き』（大陸書房） 1989
- 『失われた文明の記憶』（青春出版社） 1996
- 『失われた時空間の謎』（青春出版社） 1998
- 『クローン人間が生まれる日』（青春出版社） 1999

### 漫画
- 『太平洋遊撃隊』（画：石川球太） 1963
- 『宇宙2007年』（画：石川球太） 1964
- 『まぼろしの大和』（画：古城武司）
- 『百億の昼と千億の夜』（画：萩尾望都）
- 『ロン先生の虫眼鏡』（画：加藤唯史）
- 『アンドロメダ・ストーリーズ』（画：竹宮惠子）
- 『枕草子』（画：河村恵利） 1990
- 『墓碑銘2007年』（画：水樹和佳子） 2000
- 『夕ばえ作戦』（脚色：押井守、画：大野ツトム）

### テレビドラマ
- 暁はただ銀色（1973/04/02 ～ 1973/04/11、NHK）
- 夕ばえ作戦（1974/01/14 ～ 1974/01/23、NHK）
- 明日への追跡（1976年5月10日 - 同年5月27日、全12回、NHK）
- その町を消せ!（1978/01/30 ～ 1978/02/23、NHK）

### テレビアニメ
- アンドロメダ・ストーリーズ（1982年8月22日「24時間テレビ 愛は地球を救う5」日本テレビ)

### DVD
- 明日への追跡（2001年3月23日、アミューズソフト）